# Nedre Nyslåttjärnen
Nedre Nyslåttjärnen är en sjö i Strömsunds kommun i Jämtland och ingår i Ångermanälvens huvudavrinningsområde. Sjön har en area på 0,203 kvadratkilometer och ligger 523,2 meter över havet.

## Delavrinningsområde
Nedre Nyslåttjärnen ingår i det delavrinningsområde (714732-143625) som SMHI kallar för Utloppet av Lillvattnet. Medelhöjden är 437 meter över havet och ytan är 16,73 kvadratkilometer. Räknas de 7 avrinningsområdena uppströms in blir den ackumulerade arean 45,74 kvadratkilometer. Storvattenån som avvattnar avrinningsområdet har biflödesordning 3, vilket innebär att vattnet flödar genom totalt 3 vattendrag innan det når havet efter 288 kilometer. Avrinningsområdet består mestadels av skog (86 procent). Avrinningsområdet har 1,45 kvadratkilometer vattenytor vilket ger det en sjöprocent på 8,7 procent.